# Ljudmila Iwanowna Tschernych
Ljudmila Iwanowna Tschernych (russisch Людмила Ивановна Черных, wiss. Transliteration Ljudmila Ivanovna Černych; englische Schreibweise: Lyudmila Ivanovna Chernykh; * 13. Juni 1935 in Schuja, Oblast Iwanowo; † 28. Juli 2017) war eine sowjetische bzw. russische Astronomin.
1959 schloss sie ihr Studium an der Staatlichen Pädagogischen Hochschule von Irkutsk ab. Anschließend arbeitete sie bis 1963 in einem Labor für Zeit- und Frequenzmessungen am Allunions-Forschungsinstitut für physikalisch-technische und radiotechnische Messungen in Irkutsk, wo sie astrometrische Beobachtungen für den Zeitdienst vornahm. Von 1964 bis 1998 war sie wissenschaftliche Mitarbeiterin am Institut für theoretische Astronomie an der sowjetischen/russischen Akademie der Wissenschaften und arbeitete am Krim-Observatorium. Hier lernte sie ihren späteren Ehemann, den Astronomen Nikolai Stepanowitsch Tschernych (1931–2004), kennen, mit dem sie zusammenarbeitete.
L.I. Tschernych entdeckte 268 Asteroiden, darunter (1772) Gagarin, (2467) Kollontai, (2807) Karl Marx, (2877) Likhachev, (3147) Samantha und den Apollo-Asteroiden (2212) Hephaistos. Sie war Ehrenbürgerin ihrer Geburtsstadt Schuja.
Zu Ehren des Ehepaares Tschernych wurde der Asteroid (2325) Chernykh benannt.